# جرمی استینات
جرمی استینات (انگلیسی: Jérémy Stinat؛ زادهٔ ۱۵ دسامبر ۱۹۷۸) بازیکن فوتبال اهل فرانسه است.
از باشگاه‌هایی که در آن بازی کرده‌است می‌توان به باشگاه فوتبال بوردو و باشگاه فوتبال سدان اشاره کرد.